# Cyanocorax
Cyanocorax je rod ptáků z čeledi krkavcovití (Corvidae).

## Systém
Seznam dosud žijících druhů:
- Sojka azurová - Cyanocorax caeruleus
- Sojka běloocasá - Cyanocorax mystacalis
- Sojka brazilská - Cyanocorax cyanopogon
- Sojka černochocholatá - Cyanocorax dickeyi
- Sojka černomodrá - Cyanocorax melanocyaneus
- Sojka černoprsá - Cyanocorax affinis
- Sojka fialová - Cyanocorax violaceus
- Sojka guyanská - Cyanocorax cayanus
- Sojka hnědá - Cyanocorax morio
- Sojka chocholkatá - Cyanocorax chrysops
- Sojka kadeřavá - Cyanocorax cristatellus
- Sojka kolumbijská - Cyanocorax heilprini
- Sojka lesní - Cyanocorax cyanomelas
- Sojka modrofialová - Cyanocorax beecheii
- Sojka yucatánská - Cyanocorax yucatanicus
- Sojka západomexická - Cyanocorax sanblasianus
- Sojka zelenavá - Cyanocorax yncas